# Muchajjam Tall as-Sultan
Muchajjam Tall as-Sultan (arab. ‏تل السلطان‎) – obóz uchodźców palestyńskich w Palestynie, w Strefie Gazy. Według danych szacunkowych na rok 2008 liczy 31 839 mieszkańców.

## Atak na obóz podczas wojny w Strefie Gazy
Podczas trwającej wojny w Strefie Gazy Tall as-Sultan zostało wyznaczone przez Izrael jako „bezpieczna strefa” dla palestyńskich uchodźców. Pomimo tego, 26 maja 2024 Siły Powietrzne Izraela zbombardowały uchodźców, przez co według palestyńskich służb ratowniczych zginęło 35–45 osób, a dalszych 249 osób zostało rannych.